# دوري كرة القدم الأوكراني الدرجة الثانية 2005–06
دوري كرة القدم الأوكراني الدرجة الثانية 2005–06 (بالأوكرانية: Чемпіонат України з футболу 2005—2006: друга ліга)‏ هو موسم من دوري كرة القدم الأوكراني الدرجة الثانية ‏. فاز فيه ديسنا تشرنيغوف.